# 曲乐恒
曲乐恒（1977年6月28日—），是因重伤退役的原中国职业足球运动员，退役前效力于辽宁队。
2000年3月4日，中国足球超霸杯上，之前名不见经传的曲乐恒上演帽子戏法，一举成名，并进入了米卢蒂诺维奇的国脚大名单。但是时隔仅一个多月，4月26日他在与队友张玉宁、王刚外出就餐回程途中发生车祸，造成下半身终身瘫痪。
肇事司机张玉宁与曲乐恒同为辽足的前锋，驾车前曾经饮酒，但是由于系了安全带，几乎没有受伤。由于曲乐恒刚刚出名，并对张玉宁在俱乐部和国家队的地位形成了一定的冲击，此事一度成为媒体热点，并有包括黑社会参与等多种说法。不过最终曲乐恒以民事诉讼的方式，向酒后驾车造成人身伤害的张玉宁索赔，法院判决张玉宁赔偿263万元，其中精神损失费为70万元，两个数字都创下了中国人身损害赔偿的司法纪录。此后双方均不满这一判决，进行上诉，沈阳中级人民法院最终判定的赔偿金额为234万元。
2001年1月4日，辽宁队作出《关于曲乐恒非因公负伤的处理决定》，认定曲乐恒不是工伤。这下激怒了病痛中的曲乐恒，从而拉开了曲乐恒与辽足长达近10年的“官司”。
2009年10月16日，沈阳市劳动鉴定康复管理办公室出具职工工伤、职业病致残程度鉴定结论通知单，评定曲乐恒致残程度为二级，大部分护理依赖，配轮椅。辽足不服申请再次进行鉴定。 2010年1月21日，辽宁省劳动鉴定委员会办公室以辽足未提供再次鉴定所需全部材料为由，将辽足的再次鉴定申请予以退回。
和平区人民法院审理认为，曲乐恒与辽足签订的《职业运动员工作合同》，是双方当事人真实意思的表示，并已实际履行，合法有效。现曲乐恒经鉴定已构成工伤二级残，依据工伤保险条例相关规定，保留劳动关系，退出工作岗位并享受相关的工伤待遇，辽足应继续履行劳动合同。因此，对辽足所提出的辽足与曲乐恒不是劳动合同关系及不认可曲乐恒系二级残的辩解，不予采纳。
2010年7月23日，案件经审理，辽足需支付曲乐恒各项赔偿共计291万余元。同时，法院判决曲乐恒与辽足间存在劳动关系，且需保留劳动关系，辽足每月支付曲乐恒伤残津贴6355.2元至满20年。